# Köprülü Mehmet Paixà
Köprülü Mehmed Paixà (1578- 31 d'octubre de 1661) fou un gran visir otomà.

## Biografia
Va entrar de jove de cuiner a palau i va anar ascendint i fou secretari del gran visir Gazi Ekrem Hüsrev Paixà (1628) i després de l'execució d'aquest va exercir càrrecs menors a províncies. Fou governador de Çorum i va participar en l'atac a Bagdad (1638) on fou ferit, i després va passar al servei del gran visir Kemankeş Kara Mustafà Paixà (1638-1644). El 1644 fou governador d'Amasya i al cap de pocs mesos de Trebisonda, i una mica més tard mutesellim de Damasc. Enviat el 1648 com a beglerbegi de l'Eyalat de Karaman se li va encarregar combatre el governador rebel de Sivas Varvar Ali Paixà que avançava cap a Istanbul; fet presoner a la batalla fou alliberat mercès a la intervenció d'İpşiri Mustafa Paixà, enviat per negociar amb el rebel. L'any següent fou enviat a executar Boynuyaralı Mehmed Paixà que oprimia als camperols, però aquest va demanar perdó i es va salvar. Ascendit a visir el gran visir el va enviar de governador a Köstendil i després revocat va exercir alguns oficis i va arribar a estar empresonat per deutes. Es va trobar amb İpşiri Mustafà Paixà que poc després fou nomenat gran visir (octubre) i llavors el va nomenar governador de Trípoli del Líban, però el seu protector va caure del govern poc després (maig de 1655). Altre cop va tenir problemes però Boynuyaralı Mehmed Paixà va ser nomenat visir (abril de 1656) i el va nomenar altre cop governador de Trípoli. Per recomanació de Kasim Agha, amic de Mehmed Paixà i secretari de la Walida Sultan, aquesta el va nomenar gran visir el 15 de setembre següent.
Encara que per la seva carrera fou totalment inesperat aviat va donar mostres de bon govern. Va desterrar a Xipre als kadi-zadeler uns sectaris que provocaven agitació a la capital, va fer executar a Abaza Ahmed Paixà que no havia defensat bé l'illa de Bozcaada (Tenedos) que havia rendit als venecians; també va fer executar el patriarca ortodox Parteni III acusat d'activitats sedicioses; i va reprimir una revolta de sipahis (zorba). Després es va ocupar de preparar una campanya contra els venecians per recuperar Tenedos i Lemnos. Va enviar al Kapudan Paixà Topal Mehmed Paixà i després va anar ell mateix en persona (13 de juny de 1657); la sort no era favorable però el 19 de juliol una bomba llançada des de la costa va impactar a la santa Barbara del vaixell de l'almirall Mocenigo i la nau fou destruïda introduint la confusió en la flota veneciana. Alguns oficials responsables dels primers fracassos foren executats mentre l'artiller afortunat fou recompensat. Això va provocar un pronunciament del cap genísser Kara Hasanzade Huseyn Agha, que va demanar la revocació del gran visir sense èxit.
El 31 d'agost de 1657 les tropes otomanes recuperaven l'illa de Bozcaada (Tenedos). Llavors va enviar Topal Mehmed Paixà a Lemnos i al cap de 60 dies de setge la fortalesa es va rendir (15 de novembre de 1657) a canvi de poder sortir sense represalies. El 25 de novembre es va dirigir a Edirne cridat pel sultà per fer front als problemes de Transsilvània on el príncep de Transsilvània Jordi II Rákóczi havia signat un acord amb el rei de Suècia (desembre de 1656) i avançava contra Polònia, i va incitar als governants de Moldàvia i Valàquia a seguir-lo en la Segona Guerra del Nord. Es va decidir que el kan de Crimea llançaria una campanya i seguiria el gran visir; els governants dels dos principats foren a més substituïts. A final del 1657 Rákoczy fou deposat, però el 1658 va retornar al poder i va expulsar al príncep al qual donaven suport els otomans.
Va sortir d'Edirne el 23 de juny de 1658 arribant a Belgrad on es va reunir amb els tàtars de Crimea i un grup de cosacs, amb tropes locals de Buda i Silistra amb dotze mil homes enviats pel rei de Polònia. Va entrar llavors a Transsilvània i va arribar a Yanova (Kis Yenö), una fortalesa clau que ja havia estat otomana sota Solimà I el Magnífic i després s'havia perdut, la qual va rendir el 31 d'agost. Llavors va enviar a cosacs i tàtars a saquejar Fehervar, seu del govern transilvà, per capturar al príncep, però aquest es va refugiar a una fortalesa a la frontera austríaca i el gran visir, cridat pel sultà per combatre una revolta a Anatòlia, va haver d'abandonar la persecució, deixant a Akos Barcsay com a príncep (i guarnicions a Sebeş i Lugoj) i quedant sota vigilància del beglerbegi de Buda, Kenan Paixà.
La revolta a Anatòlia la dirigia Abaza Hasan Paixà, beglerbegi d'Alep, i tenia el suport dels sipahis. També li donaven suport molts oficials descontents amb el gran visir. A Konya molts oficials i 15 beglerbegis en actiu o retirats, se li van unir entre els quals el de Damasc, Tayyar Paixà-zade Ahmed Paixà i el d'Anadolu; Ahmed Paixà era pretendent a ser gran visir. Després es van dirigir a Bursa. Köprülü va sortir d'Edirne el 12 d'octubre de 1658; les operacions les va iniciar el beglerbegi de Diyar Bakr, Murtada Paixà. Köpülü va arribar a Üsküdar el 13 de novembre; Abazo havia enviat alguns sipahis per matar-lo, però el gran visir, advertit, va fer executar a un miler de sipahis. Davant l'agitació que això va causar el gran visir es va retirar de la campanya que va seguir Murtada Paixà que l'11 de desembre de 1658 fou derrotat a Ilgin. Abaza va passar l'hivern a Ayntab i Murtada va rebre reforços i es va dirigir a Alep des d'on va pressionar als rebels i els va tallar els aprovisionaments de manera que els soldats rebels van començar a desertar. Els caps rebels van anar a Alep a rendir-se i foren executats (16 de febrer de 1659).
Llavors va reprimir la revolta de Čerkes Mehmed Beg a Egipte i Mustafà Paixà Kör Beg a Antalya i alguns disturbis menors. El 19 de juliol de 1659 tornava a Bursa amb el sultà. Va cridar a Ismail Paixà que havia exercit com a caimacan a Istanbul en la seva absència i el va enviar a Anatòlia a fer una enquesta sobre tots els implicats en la revolta dels djalalis. Dues execucions als menys de les que va ordenar foren injustes i basad3s en acusacions falses (Huseyn Paixà el 1658 i després el 1660 i Seydi Ahmed Paixà que havia seguit la lluita a Transsilvània). En endavant, ja molt vell, va estar generalment a Istanbul i a Edirne amb el sultà (on va retornar el novembre de 1659)
L'agost de 1660 els otomans manats per Köse Ali Paixà van derrotar i matar a Jordi Rakoczy i van conquerir Oradea. El juliol 1661 tornava a Edirne amb el sultà Mehmet IV i li recomanava de nomenar com a successor seu al seu fill Köprülü Fazıl Ahmed Paşa, proposta que el sultà va acceptar. El fill era a Damasc i fou cridat a Istanbul on fou nomenat caimacan. Quan el gran visir va empitjorar fou cridat a Edirne on fou caimacan durant 48 dies. El 1661 Köprülü Mehmed Paixà va morir. A més del seu fill, alguns gendres també van ocupar diversos alts càrrecs.